# بانیر (جورجیا)
بانیر (به انگلیسی: Bonaire) یک منطقهٔ مسکونی در ایالات متحده آمریکا است که در وارنررابینز، جورجیا واقع شده‌است. بانیر ۱۰۶٫۰۷ متر بالاتر از سطح دریا واقع شده‌است.